# Selbu
Selbu este o comună din provincia Sør-Trøndelag, Norvegia.